# ۱۰ چیز درباره تو که ازشان متنفرم
۱۰ چیز دربارهٔ تو که ازشان متنفرم (به انگلیسی: 10 Things I Hate About You) یک فیلم کمدی رمانتیک محصول سال ۱۹۹۹ آمریکا به کارگردانی گیل جانگر و با بازی جولیا استایلز، هیث لجر، جوزف گوردون لویت و لاریسا اولینیک است.

## خلاصه داستان
این فیلم برگرفته شده از یکی از نمایشنامه‌های شکسپیر به نام رام کردن زن سرکش می‌باشد که به شکل مدرن و در میان دانش آموزان دبیرستانی به اجرا در می‌آید.